# S-20 (Spanje)

De S-20

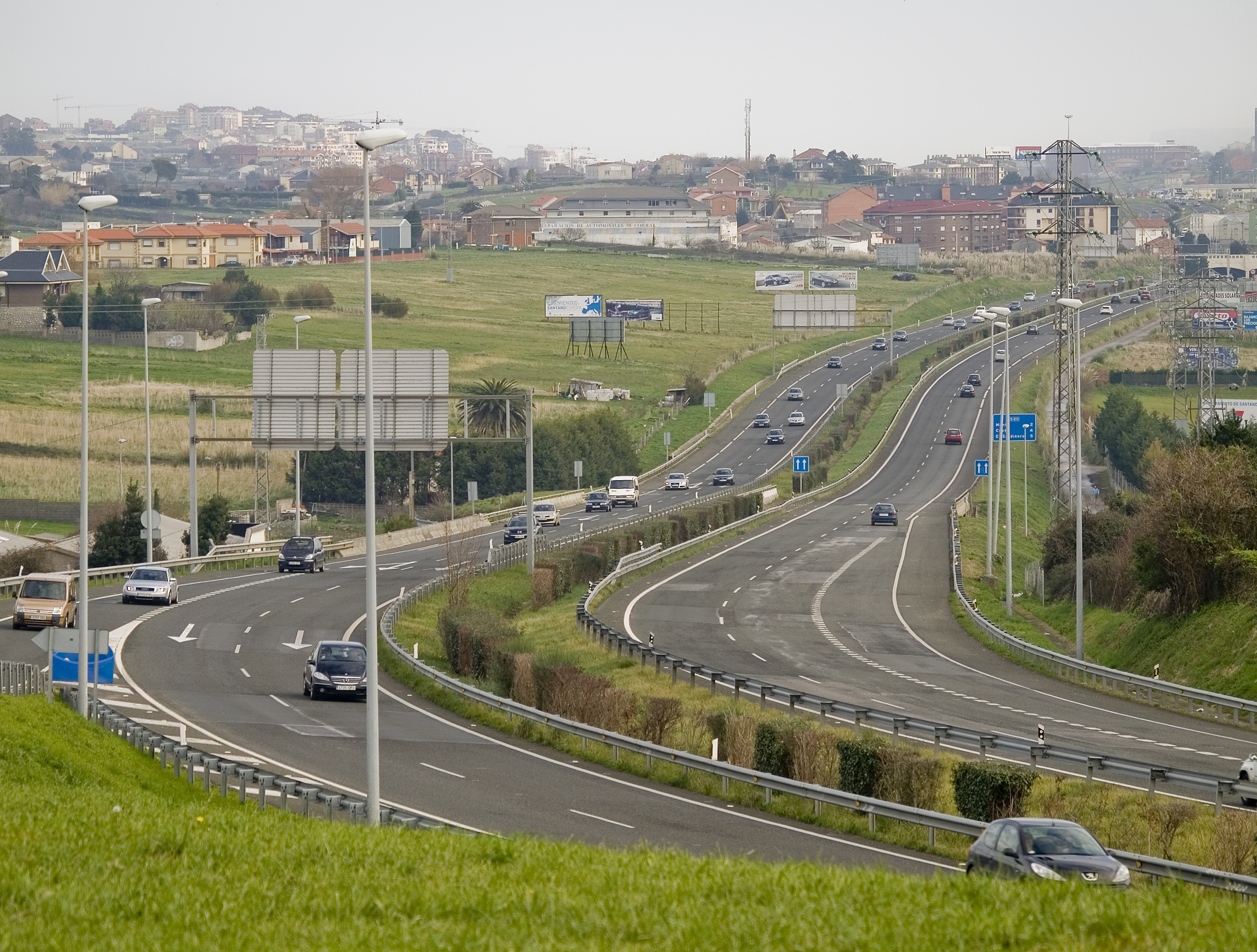
De S-20

De S-20 of Autovía de Acceso Oeste a Santander is een autovía in Cantabrië. De snelweg van 6 kilometer vormt een westelijke toegangsweg tot Santander en sluit aan op de A-67 en de S-30.